# Roy Stuart (Fotograf)
Roy Stuart (* 25. Oktober 1955 in New York City) ist ein US-amerikanischer Aktfotograf und Regisseur. Er lebt in Paris, seine bisherigen Bücher wurden von Taschen verlegt. Die Hauptmotive seiner Werke sind im Bereich Fetischismus zu finden (insbesondere Nylons und High-Heels).

## Werdegang
Stuart begann seine Karriere als Modefotograf. In den 1980er-Jahren veröffentlichte er im amerikanischen Puritan Magazin, einem Ableger des Hustler-Magazins, Aktfotografien. Ende des Jahrzehnts zog er von London nach Paris. Er lernte die Herausgeberin von Männermagazinen Dian Hanson kennen, die 1988 Fotografien von ihm im Fetischmagazin Leg Show publizierte. Zwischen 1993 und 2001 produzierte er für das Magazin eine monatliche Fotostory. In dieser Zeit schuf er auch seine acht „Glimpse“-Videos.

## Stil
Ein Charakteristikum der Fotografien Stuarts ist eine raffinierte Mischung aus Glamour und Pornografie, die seine weiblichen Modelle stark akzentuiert. Der „scheinheilige“ Einsatz und die kommerzielle Ausbeutung von Sexualität in der Produktwerbung („Sex sells“, „Sexploitation“) veranlassten Stuart, eine eigene Bildsprache zu entwickeln, die die Beziehung zwischen den Geschlechtern verändern sollte. Er versucht mit erotischer Fotografie subversiv zu moralisieren, Sexualität ist für ihn moralisch gut. Im Vorwort des Buches Roy Stuart I (1998) bezeichnet ihn Jean-Claude Baboulin nach Angela Carter als „moralischen Pornographen“.
Weiter versucht er – oft mit einem voyeuristischen Blick und mit Stilmitteln des Fetischismus und Sadomasochismus – konventionelle Vorstellungen von Sexualität, Stereotype, Rollenverteilungen und Schönheitsideale zu parodieren und Machtverhältnisse in seinen Fotografien umzukehren.

## Film
Im italienischen Fernsehen wurde sein einstündiger Film Giulia von 1999 gezeigt (Produzent Tinto Brass). Ein italienischer Politiker versuchte die Ausstrahlung zu verbieten, da eine der Darstellerinnen vor dem Vatikan urinierte.
2004 drehte Stuart den Film The Fourth Body und 2008 The lost Door.

## Indizierung in Deutschland
Gegen drei Bücher Stuarts wurde am 13. Februar 2003 auf Antrag der Staatsanwaltschaft durch das Amtsgericht Berlin-Tiergarten die Beschlagnahme angeordnet wegen „Verbreitung pornographischer Schriften“ nach § 184 Abs. 1, 2, u. 8 III StGB. Es handelt sich dabei um die im Taschen-Verlag erschienenen Bildbände „Roy Stuart Volume I-III“; laut der Website Zensur.org des Medienwissenschaftlers Dr. Roland Seim sind diese Werke seit Mai 2009 von der Bundesprüfstelle für jugendgefährdende Medien indiziert, was andeutet, dass die Beschlagnahme 2003 nicht vollzogen wurde. Im Angebot des Taschen-Verlags sind die drei Bände nicht mehr enthalten.

## Bibliographie
- Roy Stuart I, Taschen, Köln 1998, ISBN 3-8228-7872-3
- Roy Stuart II, Taschen, Köln 1999, ISBN 3-8228-6870-1
- Roy Stuart III, Taschen, Köln 2000, ISBN 3-8228-3584-6
- Roy Stuart – 30 Postcards, Taschen, Köln 2000, ISBN 3-8228-6084-0
- Roy Stuart IV – The Fourth Body (inkl. DVD-Video), Taschen, Köln 2004, ISBN 3-8228-6054-9
- Roy Stuart – Postcard Collection, Edition ArtcardboX, 2008, keine ISBN
- Roy Stuart V (inkl. DVD-Video), Taschen, Köln 2008, ISBN 978-3-8228-4501-1
- Roy Stuart – Leg Collection Box Set, Taschen, Köln, ISBN 3-8228-3934-5 (auf unbestimmte Zeit verschoben)